# Edward Norton
Edward Harrison Norton (* 18. srpna 1969, Boston, Massachusetts, USA) je americký herec, producent, scenárista a režisér. Třikrát byl nominován na Oscara, za vedlejší roli ve filmu Prvotní strach získal Zlatý glóbus (1997). Je jedním z nejžádanějších herců mladší generace.

## Osobní život
Narodil se uprostřed srpna v Bostonu, ve státě Massachusetts a vyrůstal v Columbii, ve státě Maryland. Pochází z rodiny s bohatou právnickou tradicí, jeho otec Edward James, st. pracuje jako okresní prokurátor. Jeho matka Robin pracovala jako učitelka angličtiny, v roce 1997 zemřela na nádor na mozku. Má dva mladší sourozence, sestru Molly a bratra Jima.
Navštěvoval Wilde Like High School, po absolvování této školy vystudoval Yale University, kde v roce 1991 promoval jako bakalář v oboru dějiny. Už během studií se začal věnovat divadlu. Po ukončení studia pracoval jako konzultant pro firmu svého dědečka v Ósace v Japonsku. Po návratu do USA se usídlil v New Yorku, kde začal působit v místních divadlech.
Je svobodný, je znám svými dlouholetými vztahy s Courtney Love a Salmou Hayek, které potkal při natáčení společných filmů. V současnosti žije s producentkou Shaunou Robertson.
Jeho vzory odmalička byli Robert De Niro a Dustin Hoffman. Mluví španělsky a trochu francouzsky a japonsky, hraje na kytaru, vlastní pilotní licenci na soukromá letadla. Je znám pro svůj odpor k zařazování své osoby mezi celebrity.

## Kariéra
Výrazně na sebe upoutal pozornost už svou první rolí ve filmu v roce 1996. Režisér Gregory Hoblit hledal pro svůj snímek Prvotní strach (Primal Fear) mladého herce, který by obstál jako "spoluhráč" Richarda Gerea, a když tuto roli odmítla většina známých herců, volba padla na Edwarda Nortona. Za ztvárnění Aarona Stamplera, devatenáctiletého ministranta, který je obžalován z chladnokrevné vraždy biskupa, Edward, i když jako nezkušený mladík, byl hned za svou první roli nominován na Oscara za nejlepší mužský herecký výkon ve vedlejší roli a vyhrál Zlatý glóbus. V témže roce si jej vybrali dva slavní režiséři, s kterými natočil další úspěšné snímky. Ve filmu Všichni říkají: Miluji tě (Everyone Says I Love You) od Woodyho Allena ztělesnil poctivého Holdena Spence, kterého podvede jeho snoubenka, a v dramatu Lid versus Larry Flynt (The People vs. Larry Flynt) Miloše Formana hrál po boku Woodyho Harrelsona a Courtney Love.
V roce 1998 navázal na svůj dobrý výběr rolí ve velmi kladně hodnocených snímcích. Společně s Mattem Damonem představovali hazardní hráče v dramatu Hráči (Rounders). Doslova herecký koncert předvedl ve snímku Kult hákového kříže (American History X), kde ztělesnil neonacistu Dereka Vinyarda, který po záporných zážitcích v kriminálu pozná nesmyslnost svého jednání. Tento film vynesl Edwardovi druhou nominaci na Oscara za nejlepší mužský herecký výkon v hlavní roli a získal za něj cenu Satellite Awards. V roce 1999 natočil společně s režisérem Davidem Fincherem a hercem Bradem Pittem strhující thriller Klub rváčů (Fight Club), který pojednává o spolku, který kašle na zaběhnutý společenský systém.
V roce 2000 debutoval na filmovém plátně i jako režisér, když ve vlastní produkci natočil romantickou komedii Rabín, kněz a krásná blondýna (Keeping the Faith). Ve filmu zároveň ztělesnil roli katolického kněze Briana Kilkenny Finna. V následujícím roce hrál se svým dětským idolem Robertem De Nirem ve snímku Kdo s koho (The Score). V roce 2002 natočil hned několik filmů. Ve filmů 25. hodina (25th Hours) jako Monty Brogan, který prožívá svůj poslední den na svobodě, ve filmu Červený drak (Red Dragon), který náleží do trilogie o psychiatrovi a vrahovi Hannibalu Lecterovi, hrál agenta FBI Willa Grahama, dále pak ztvárnil role v komedii Smoochy (Death To Smoochy), kterou režíroval herec Danny DeVito, a ve filmu Frida, který zachycuje životní příběh mexické malířky Fridy Kahlo. V následujícím roce přijal roli v akčním thrilleru Loupež po italsku (The Italian Job).
V roce 2005 ztělesnil charismatického kovboje Harlana v romantickém filmu Cizinec (Down in the Valley) a s režisérem Ridleym Scottem natočil historický válečný snímek Království nebeské (Kingdom of Heaven), v němž ztělesnil malomocného krále Balduina IV. Následující rok získal hlavní roli v dobrodružném fantasy Iluzionista (The Illusionist), které vypráví o mágovi první kategorie Eisenheimovi, který se zamiluje do nesprávné ženy, a v dobovém romantickém dramatu Barevný závoj (The Painted Veil), kde si s Naomi Watts zahráli manžele, kteří se teprve po přestěhování do čínské vesnice, kde právě zuří cholera, naučí jeden druhého poslouchat, chápat a milovat.
V roce 2008 bylo do kin uvedeno krimi drama Hrdost a sláva (Pride and Glory) a akční sci-fi Neuvěřitelný Hulk (The Incredible Hulk), na kterém se podílel i scenáristicky a kde ztvárnil hlavní postavu doktora Bruce Bannera, který se snaží najít protilátku pro svou nemoc. V dalším roce přišla do amerických kin krimi komedie Leaves of Grass, v níž měl dvojroli dvojčat Billa a Bradyho Kincaidových. V roce 2010 by se měl na plátnech objevit Nortonův dlouhodobý počin, krimi drama Motherless Brooklyn podle předlohy Sirotci z Brooklynu Jonathana Lethema, kde Edward nejenom hraje hlavní roli vyšetřovatele Lionela Essroga, ale sám je režisérem a producentem tohoto snímku.

## Filmografie

### jako herec
| Rok  | Název                          | Role                         | Poznámky |
| ---- | ------------------------------ | ---------------------------- | -------- |
| 1996 | Prvotní strach                 | Aaron Stampler               |          |
| 1996 | Lid versus Larry Flynt         | Alan Isaacman                |          |
| 1996 | Všichni říkají: Miluji tě      | Holden Spence                |          |
| 1998 | Hráči                          | Lester Worm Murphy           |          |
| 1998 | Kult hákového kříže            | Derek Vinyard                |          |
| 1999 | Klub rváčů                     | Vypravěč                     |          |
| 2000 | Rabín, kněz a krásná blondýna  | Brian Finn                   |          |
| 2001 | The Score                      | Frank Oz                     |          |
| 2002 | Smoochy                        | Sheldon Mopes                |          |
| 2002 | Frida                          | Nelson Rockefeller           |          |
| 2002 | 25. hodina                     | Monty Brogan                 |          |
| 2002 | Červený drak                   | Will Graham                  |          |
| 2003 | Loupež po italsku              | Steve Frazelli               |          |
| 2005 | Cizinec                        | Harlan                       |          |
| 2005 | Království nebeské             | Král Balduin IV.             |          |
| 2006 | Barevný závoj                  | Walter Fane                  |          |
| 2006 | Iluzionista                    | Eisenheim                    |          |
| 2008 | Neuvěřitelný Hulk              | Bruce Banner                 |          |
| 2008 | Hrdost a sláva                 | Ray Tierney                  |          |
| 2009 | Leaves of Grass                | Bill Kincaid / Brady Kincaid |          |
| 2009 | Umění lhát                     | Policista                    |          |
| 2010 | Past                           | Gerald "Stone" Creeson       |          |
| 2012 | Až vyjde měsíc                 | Randy Ward                   |          |
| 2012 | Bourneův odkaz                 | Eric Byer                    |          |
| 2012 | Movie: The Movie               |                              |          |
| 2012 | All in for the 99%             |                              |          |
| 2012 | Diktátor                       | Edward Norton                |          |
| 2014 | Birdman                        | Mike Shiner                  |          |
| 2014 | Grandhotel Budapešť            | Henckels                     |          |
| 2016 | Buchty a klobásy               | Sammy Bagel Jr. (hlas)       |          |
| 2016 | Collateral Beauty: Druhá šance | Whit Yardsham                |          |
| 2018 | Psí ostrov                     | Rex (hlas)                   |          |
| 2019 | Alita: Bojový Anděl            | Nova                         |          |
| 2019 | Temná tvář Brooklynu           | Lionel Essrog                |          |

### jako režisér
- 2000 – Rabín, kněz a krásná blondýna
- 2010 – Motherless Brooklyn
- 2019 – Temná tvář Brooklynu

### jako producent
- 2000 – Rabín, kněz a krásná blondýna
- 2002 – 25. hodina
- 2006 – Cizinec
- 2006 – Barevný závoj
- 2008 – Hrdost a sláva
- 2010 – Motherless Brooklyn
- 2012 – Díky za ty dary
- 2014 – Wallace
- 2018 – Lewis and Clarke
- 2019 – Temná tvář Brooklynu

### jako scenárista
- 2019 – Temná tvář Brooklynu